# Амурский зоопарк
Амурский зоопарк — несуществующий ныне зоопарк города Благовещенска Амурской области. Создан в 1996 году.
Он расположен в здании, где до 1993 года находился кинотеатр «Амур», а ранее Шадринский собор, взорванный большевиками в 1932 году. В 1996 году в здании и на прилегающих территориях был размещён зоопарк, в котором было собрано около 80 видов млекопитающих, в том числе медведи, волки, косули, обезьяны и многие другие, а также различные виды пресмыкающихся, рыб и птиц.
Однако в 2003 году из-за долгов зоопарк был закрыт. По сообщению информационного агентства Амур.инфо, в 2008 году было принято решение восстановить на месте зоопарка Шадринский собор.
Судьба животных при этом остаётся не ясна. В феврале 2008 из Благовещенского зоопарка сбежали 2 медведя, которые были пойманы и возвращены обратно в зоопарк.